# Jun’ya Katō
Jun’ya Katō (japanisch 加藤 潤也 Katō Jun’ya; * 30. Dezember 1994 in der Präfektur Hiroshima) ist ein japanischer Fußballspieler.

## Karriere
Katō erlernte das Fußballspielen in der Schulmannschaft der Yonago Kita High School und der Universitätsmannschaft der Josai International University. Seinen ersten Vertrag unterschrieb er 2017 bei Gainare Tottori. Der Verein spielte in der dritthöchsten Liga des Landes, der J3 League. Für den Verein absolvierte er 58 Ligaspiele. 2019 wechselte er zum Ligakonkurrenten Thespakusatsu Gunma. 2019 wurde er mit dem Verein Vizemeister der dritten Liga und stieg in die zweite Liga auf. Nach insgesamt 115 Ligaspielen und 18 geschossenen Toren wechselte er im Januar 2023 zum ebenfalls in der zweiten Liga spielenden Zweigen Kanazawa. Am Ende der Saison 2023 belegte er mit Zweigen den letzten Tabellenplatz und musste somit den Weg in die dritte Liga antreten. Nach dem Abstieg verließ er den Verein und schloss sich im Januar 2024 dem Zweitligisten Renofa Yamaguchi FC an. Bis Juni 2024 bestritt er für den Verein aus Yamaguchi acht Ligaspiele. Anfang Juli 2024 wechselte er in die dritte Liga. Hier schloss er sich in Imabari dem FC Imabari an. Am Ende der Saison 2024 wurde er mit dem Verein aus Imabari Vizemeister der dritten Liga und stieg somit in die zweite Liga auf.

## Erfolge
Thespakusatsu Gunma
- Japanischer Drittligavizemeister: 2019  ▲

FC Imabari
- Japanischer Drittligavizemeister: 2024  ▲